# Eleições diretas do Partido Social Democrata (Portugal) de 2018
As eleições diretas do Partido Social Democrata em 2018 ocorerram em Portugal e serviram para determinar quem seria o Presidente do Partido Social Democrata no mandato 2018-2020. O vencedor foi Rui Rio, que derrotou o ex-Primeiro Ministro Santana Lopes.
Estas eleições surgiram num contexto em que era necessário decidir o sucessor de Pedro Passos Coelho na liderança do PSD, após este não se ter recandidatado devido ao mau resultado nas eleições autárquicas de 2017. Este escrutínio interno serviu ainda para definir o candidato do Partido Social Democrata a Primeiro-ministro nas eleições legislativas de 2019.
Após a derrota eleitoral nestas eleições diretas, Pedro Santana Lopes viria a deixar o PSD e criar um novo partido, Aliança, onde concorreu às legislativas do ano seguinte. Santana Lopes acabou por falhar o seu objetivo de ser eleito, saindo do partido que havia fundado.

## Candidatos

#### Candidatos declarados
| Nome                     | Nascimento | Histórico político                                                                                         |
| ------------------------ | ---------- | --- |
| Rui Rio (61)             | Rui Rio    | Presidente da Câmara Municipal do Porto (2001-2013) Deputado pelo Distrito do Porto (1991-2002; 2019-2022) |
| Pedro Santana Lopes (62) |            | Presidente da Câmara Municipal de Lisboa (2002-2005) Primeiro-Ministro de Portugal (2004-2005)             |